# イグナシオ・シラク
イグナシオ・シラクことフアン・イグナシオ・シラク・サストゥライン(Juan Ignacio Cirac Sasturain、1965年10月11日 - )は、スペインの物理学者である。量子コンピュータ及び量子情報理論のパイオニアの1人である。

## 経歴
1988年にマドリード・コンプルテンセ大学を卒業し、コロラド大学ボルダー校宇宙物理学複合研究所のペーター・ツォラーの下でポスドク研究を行うため、アメリカ合衆国に移住した。1991年から1996年まで、カスティーリャ＝ラ・マンチャ大学で物理学を教えた。
1996年、インスブルックにある理論物理学研究所の教授となり、2001年からはガーヒング・バイ・ミュンヘンにあるマックス・プランク量子光学研究所で理論部門を率いた。同時に、ミュンヘン工科大学の名誉教授に指名された。また、設立された2002年から、バルセロナのInstitute of Photonic Sciencesで特別招聘教授及びリサーチアドバイザを務めている。ハーバード大学、ミュンヘン工科大学、ハンブルク大学、カリフォルニア大学サンタバーバラ校、ハノーファー大学、ブリストル大学、パリ大学、サクレー研究所、高等師範学校、マサチューセッツ工科大学等でも研究を行っている。
研究領域は、量子光学、量子情報理論、量子多体物理学等である。彼の理論に基づいて、量子コンピュータが情報科学に革新を起こし、より効率的で安全な情報通信が可能になると期待される。ペーター・ツォラーとのイオントラップ型量子コンピュータに関する共同研究は、実験的量子コンピュータの可能性を開き、光学格子に関する共同研究は量子シミュレーションの分野を飛躍させた。また、量子情報理論、縮退量子気体、量子光学、くりこみ群等の分野でも独創性に富んだ貢献を行っている。2017年時点で、ほとんどが著名な学術誌への440を超える論文を発表しており、この分野で最も引用の多い著者の1人となっている。ノーベル物理学賞の受賞候補の1人とされている。

## 受賞等
2006年のアストゥリアス皇太子賞学術・技術研究部門、2008年のBBVA Foundation Frontiers of Knowledge Award基礎科学部門、2009年のトムソン・ロイター引用栄誉賞、2010年のベンジャミン・フランクリン・メダル物理学部門等、多数の賞を受賞している。2013年には、ペーター・ツォラーとともに、ウルフ賞物理学部門を受賞した。2018年にはマックス・プランク・メダルとw:Micius Quantum Prizeも受賞した。
2003年には、アメリカ物理学会のフェローに選ばれた。